# Кадорна (станция)
Кадорна (итал. Stazione di Milano Cadorna) — железнодорожная станция в Милане. Конечная остановка пригородных железнодорожных линий S3 и S4 и региональных линий, связывающих Милан с Комо, Варесе, Лавено-Момбелло, Новарой, Канцо, Ассо и аэропортом Мальпенса. Кадорна является главным вокзалом, управляемым холдингом Ferrovie Nord Milano S.p.A. Расположена на площади Луиджи Кадорна рядом с Кастелло Сфорцеско. В 2005 году через станцию прошло 40 151 216 пассажиров.

## История
Первое здание станции Кадорна в форме шале было построено в 1879 году при мэре Джулио Беллинцаги из дерева. Новое трёхэтажное здание было возведено на этом месте в 1895 году. В 1920 году станция была расширена, но в 1943 году разрушена в результате бомбардировок.
Современное здание Кадорны было построено сразу после Второй мировой войны. В 1999—2000 гг. была проведена реконструкция станции и площади перед ней под руководством архитектора Гае Ауленти.

## Транспорт
Кадорна является конечной станцией пяти региональных железнодорожных линий:
- MXP Милан — Мальпенса;
- FNM1 Милан — Саронно — Новара;
- FNM2 Милан — Саронно — Варесе — Лавено-Момбелло;
- FNM3 Милан — Саронно — Комо;
- FNM4 Милан — Марьяно-Коменсе — Канцо — Ассо;

и двух пригородных линий:
- S3 Милан Кадорна — Саронно
- S4 Милан Кадорна — Камнаго-Ленате

С железнодорожной станции осуществляется переход на станцию «Кадорна» линий М1 и М2 Миланского метрополитена, расположенную под площадью Луиджи Кадорна. Перед станцией есть остановки городских и пригородных автобусов и трамваев.